# Dagwi
Dagwi is een dorp in het district Central in Botswana. De plaats telt 454 inwoners (2011).